# Спомен-биста Петру II Петровићу Његошу
Спомен-биста Петру II Петровићу Његошу у Београду налази се у блоку 28 општине Нови Београд.

## Историјат и карактеристике
У време настанка Новог Београда, некадашњом административном поделом општине, ово насеље припадало је Месној заједници која се звала Његош. У то време, постављена је и биста Петра Петровића Његоша, да подсећа на његов лик и дело. Деведесетих година прошлог века, спомен-биста је нестала.
Након више од две деценије, становници новобеоградског Блока 28, добили су поново бисту Петра Петровића Његоша. Чланови и активисти ОО СНС Нови Београд, Изборног штаба Ушће, Старо Сајмиште и Арена, сакупили су средства и својом иницијативом и ангажовањем - вратили бисту чувеног српског песника на његово место у блоку 28. 26.фебруара 2018.године, помоћник градоначелника Београда Борко Милосављевић заједно са иницијаторима идеје враћања споменика, на задовољство станара овог насеља и поштовалаца лика и дела - открио је бисту Петра Петровића Његоша.
Петар II Петровић Његош (1/13. новембар 1813 — 19/31. октобар 1851) био је српски православни владика црногорски и брдски и поглавар Старе Црне Горе и Брда од 1830. до 1851. године. Један је од највећих српских песника и филозофа.